# انتینیاک (کونتال)
انتینیاک (به فرانسوی: Antignac) یک کمون در فرانسه است که در canton of Saignes واقع شده‌است. انتینیاک ۱۶٫۰۲ کیلومتر مربع مساحت دارد ۴۹۵ متر بالاتر از سطح دریا واقع شده‌است.